# Totengrund (Wilseder Berg)
Der Totengrund ist ein etwa 30 ha großer Talkessel, der am Rande des Wilseder Bergs nahe Wilsede, einem Dorf in der Lüneburger Heide, liegt.

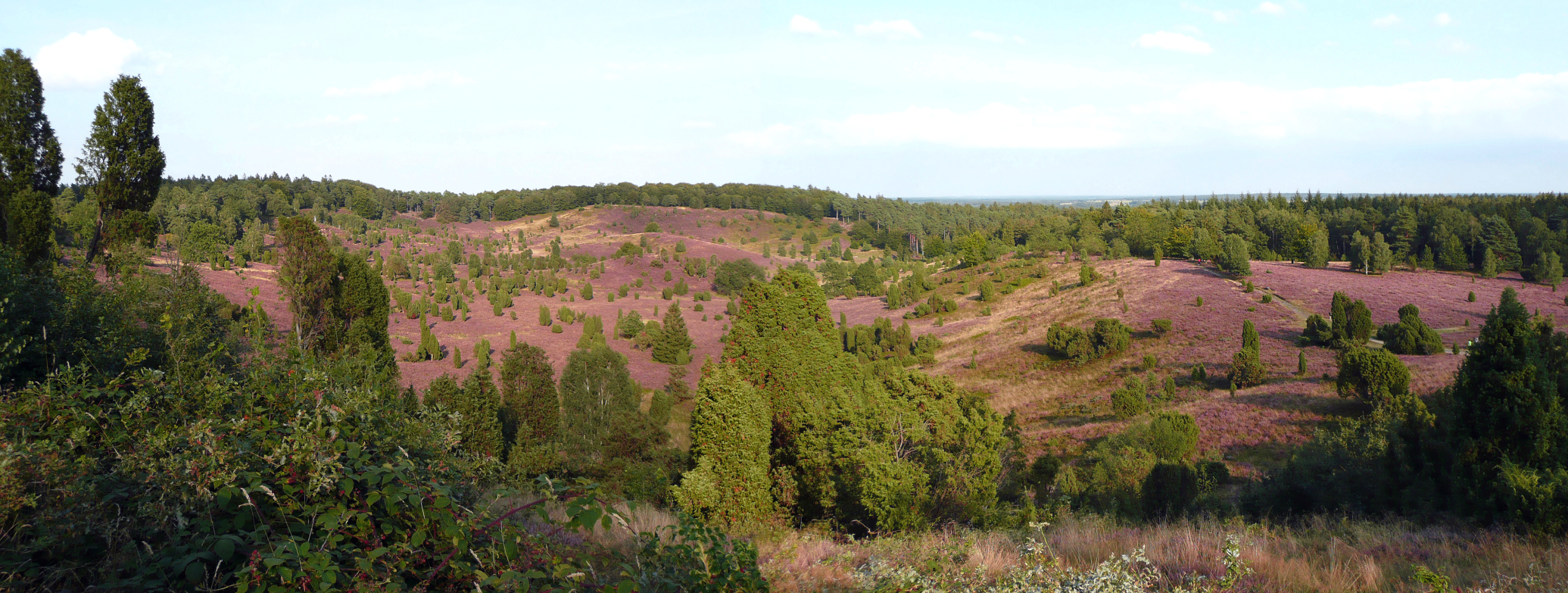
Der Totengrund während der Heideblüte im August

## Beschreibung
Es handelt sich um einen höchstwahrscheinlich eiszeitlich entstandenen Kessel, der heute mit Heidekraut und Wacholderbüschen bestanden ist. Neben dem Wilseder Berg zählt er zu den bekanntesten Landschaftsteilen der Lüneburger Heide. Der Egestorfer Pastor Wilhelm Bode kaufte das Gelände 1906 mit Spendengeldern an. Dadurch wurde der Totengrund zur Keimzelle des 1921 eingerichteten Naturschutzgebietes Lüneburger Heide als eines der ersten und größten Naturschutzgebiete in Deutschland.

## Name
Die Benennung des Totengrunds ist nicht zweifelsfrei zu klären. Es gibt zahlreiche Theorien und Erzählungen darüber, was zur Benennung geführt hat. Der wahrscheinlichste Grund ist die Bedeutung als Toter Grund. Er lässt sich darauf zurückführen, dass es sich für die Heidebauern früher um wenig fruchtbaren, also toten Boden handelte, denn der Talkessel ist als Trockental sehr wasserarm.
Nach einer weiteren Hypothese sollen Verstorbene aus Wilsede auf dem Weg zur Beerdigung über einen Umweg durch das Tal gefahren worden sein, um nicht die üblichen Straßen zu benutzen.
Ohne dass ein direkter Bezug zur Namensgebung hergestellt wird, ist der Totengrund in der Sagenwelt der Lüneburger Heide allerdings der Ort, an dem die Opfer der Auseinandersetzung zweier verfeindeter und militärisch organisierter  Riesengruppen (der aus Reinsehlen und der aus Einem) begraben sind (vgl. Toten- und Steingrund nahe dem Wilseder Berg).

## Geologie

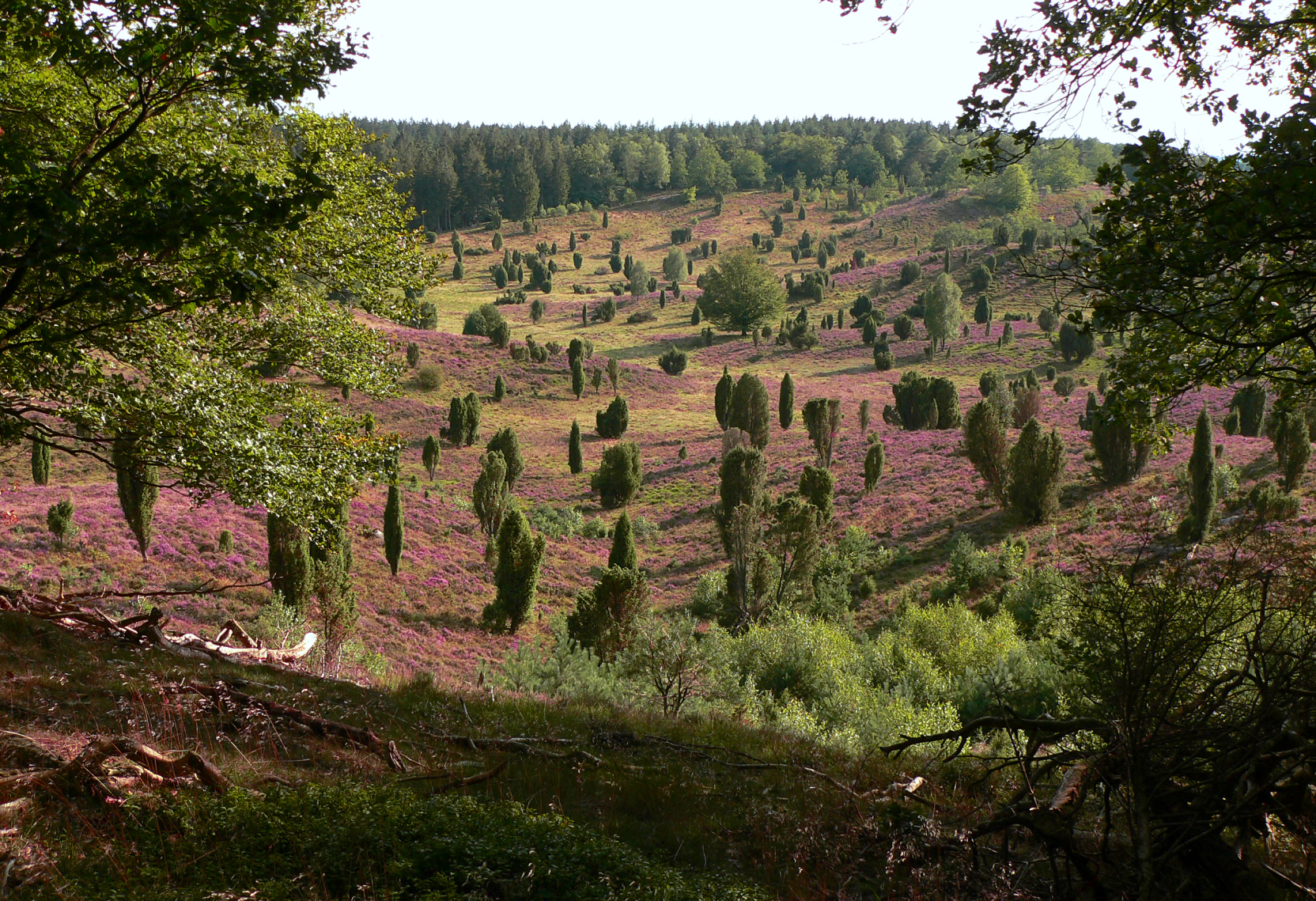
Der mit Wacholder bestandene Talkessel

Der Totengrund ist die bekannteste Eintiefung am Wilseder Berg. Sie befindet sich etwa 1 km südlich von Wilsede, das im Naturschutzgebiet Lüneburger Heide und im Landkreis Heidekreis liegt. Der Wilseder Berg besitzt ein ausgedehntes Hochplateau und hat einen flachen Gipfel. Er entstand als Endmoräne während der vorletzten Eiszeit, der Saaleeiszeit. Die Oberfläche besteht aus ausgewaschenen, kiesig-sandigen Böden mit Ortsteinschichten. Darauf liegen offene Sandflächen, großflächige, von Heidschnucken beweidete Heidegebiete und weitläufige Nadelwälder. An den Rändern ist der Berg vielgestaltig ausgeprägt mit Mulden, Tälern und kleinen Schluchten. Dazu gehört der Talkessel des Totengrundes mit bis zu 40 m hohen Wänden. Der Totengrund gründet sich auf eine Grundmoräne des Warthestadiums als letztem Abschnitt der Saaleeiszeit.
Zum Entstehungsprozess der eindrucksvollen Kesselform des Totengrunds gibt es vier wissenschaftlich diskutierte Hypothesen:
- Eiszeitliche Entstehung der Hohlform durch Einwirkung von Eis oder Schmelzwasser
- Nachsacken von Oberflächenmaterial über Hohlräumen von gelöstem Untergrundgestein
- Meteoriteneinschlag
- Periglaziale Entstehung durch Erosionsprozesse

Eindeutig nachgewiesen ist bisher keine dieser vier Hypothesen, da es auch jeweils gegenteilige Befunde gibt. Als am wahrscheinlichsten gilt die periglaziale Entstehung durch kaltklimatische Prozesse während der Weichsel-Kaltzeit als letzter Eiszeit. Diese Annahme beruht darauf, dass Taleintiefungen mit Steilhängen auch an anderen Stellen der Lüneburger Heide vorkommen, allerdings nicht mit so tief ausgeprägten Talkesseln wie am Totengrund. Diese karähnlichen Ausformungen entstanden vermutlich durch Nivation, wobei eiszeitliche Schneeeinlagerungen zu einer Versteilung der Hänge führten.

## Ausflugsziel

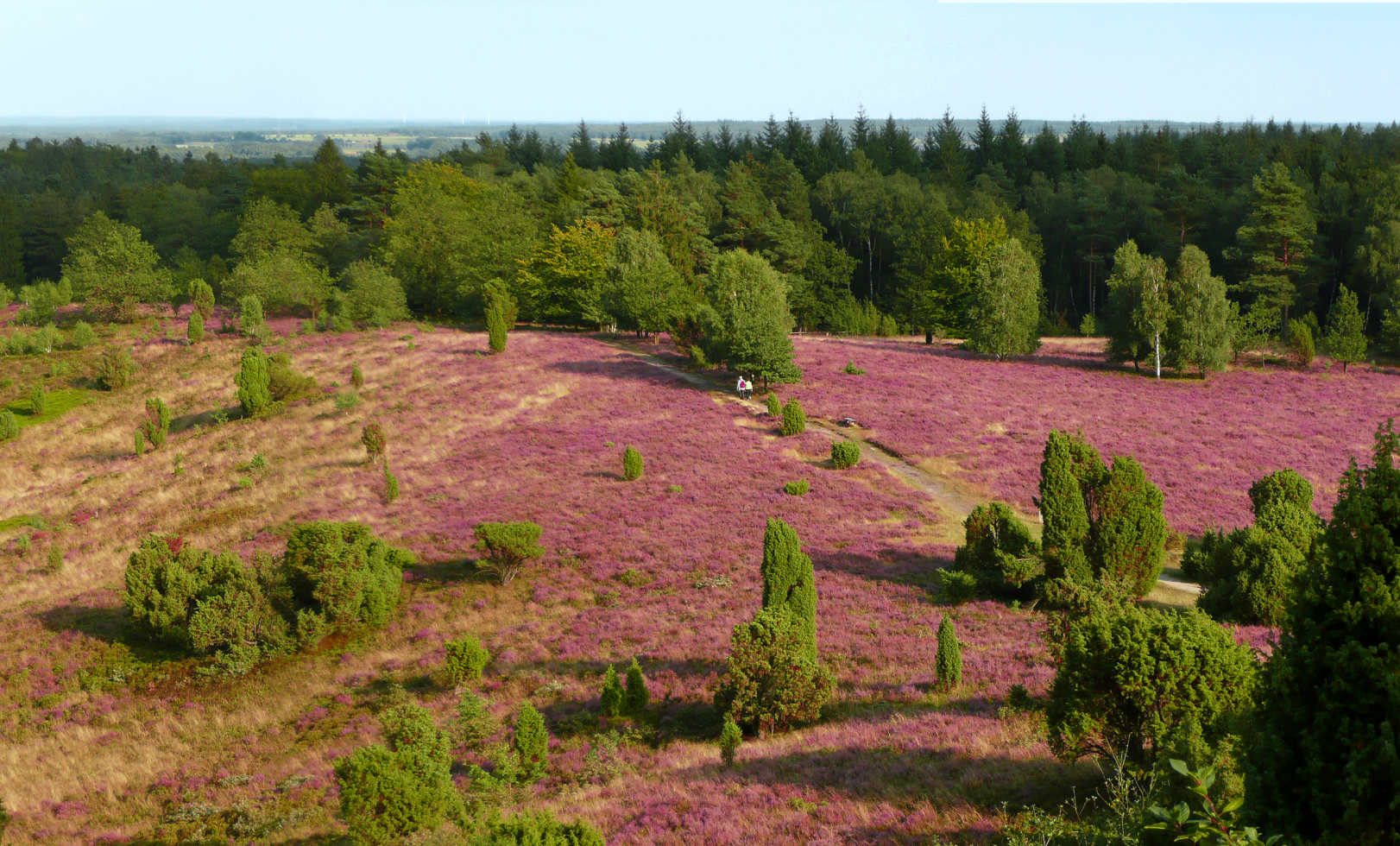
Blick über den Rand des Totengrunds zum geplanten Aufstellungsort von Windkraftanlagen im Flachland

Um den Totengrund führen am oberen Rand Wanderwege, die eine gute Aussicht auf das mit Heide und Wacholder bestandene Gelände gewähren. Das Gelände des Totengrunds darf wie die meisten heidebestandenen Flächen des Naturschutzgebietes nicht betreten werden. Besucher können den Totengrund zu Fuß, mit dem Fahrrad oder mittels einer der zahlreichen Kutschen von den umliegenden Dörfern (Oberhaverbeck, Niederhaverbeck, Undeloh, Döhle oder Sudermühlen) aus erreichen, in denen große Wanderparkplätze angelegt wurden.

## Geschichte

### Die Heide Anfang des 20. Jahrhunderts

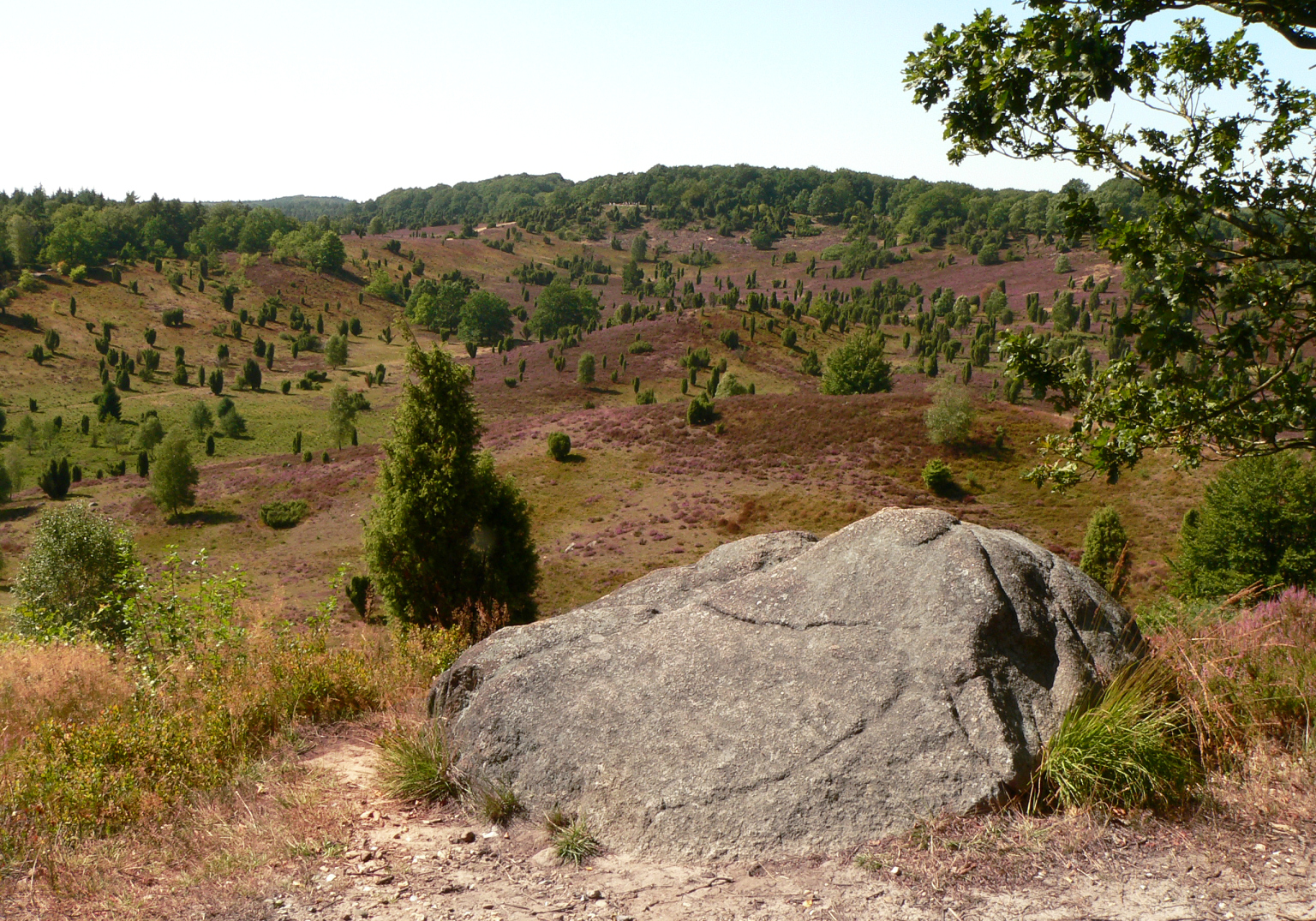
Blick zur Nordseite des Totengrunds

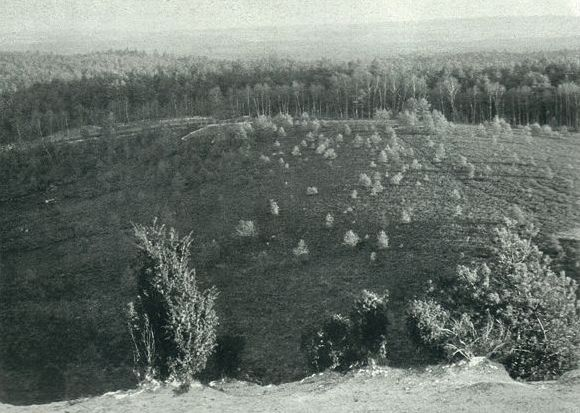
Foto aus Richard Lindes Monographie zur Lüneburger Heide, aufgenommen um 1900

Das Gebiet des Wilseder Bergs mit dem Totengrund war um die Wende vom 19. zum 20. Jahrhundert als reizvolle Landschaft überregional bekannt und lockte zahlreiche Besucher an, die mit der Eisenbahn nach Döhle anreisten. Richard Linde (1860–1926) als der Verfasser der ersten Monografie über die Lüneburger Heide bezeichnete den Totengrund als „neben der Wilseder Höhe das Großartigste, was die Heide zu bieten vermag.“
In der Zeit um die Jahrhundertwende hatte die traditionelle Heidebauernwirtschaft ihre wirtschaftliche Grundlage verloren. Heideflächen verschwanden, da sie zu Acker umgebrochen und mit Hilfe des aufkommenden Kunstdüngers fruchtbar gemacht wurden. In den Heidegebieten standen viele Hofstellen mit ihrem Land zum Verkauf. Auch wurden Heideflächen großflächig mit Wald aufgeforstet. Die Heidelandschaft verschwand allmählich und in der Folge wurden auch Schafe abgeschafft.
In den nahe liegenden Großstädten wie Bremen, Hamburg und Hannover gab es durch Immobilienmakler Bemühungen, günstig Land in der Heide zur Errichtung von Wochenendhäusern für vermögende Bürger aufzukaufen. Diese Entwicklung war zunächst an näher an Hamburg liegenden idyllischen Orten wie Handeloh, Holm-Seppensen oder Maschen feststellbar.

### Privater Geländeankauf

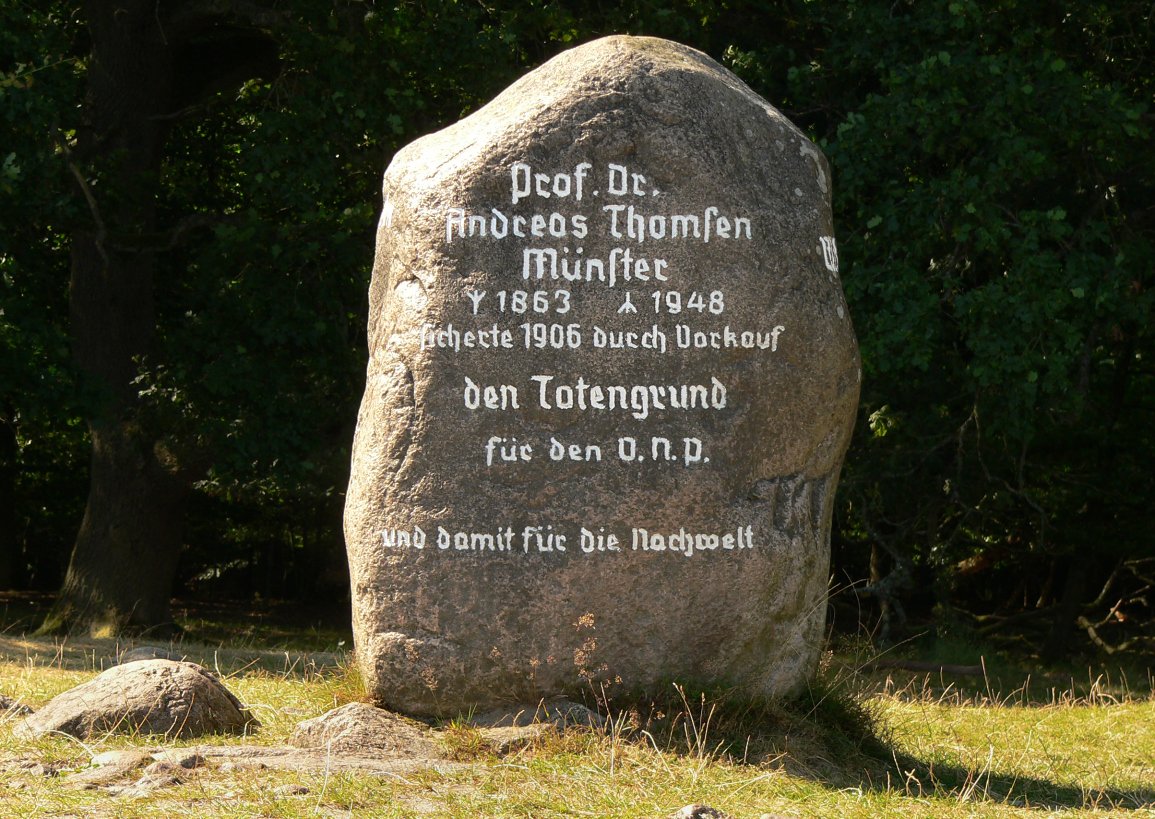
Gedenkstein am Totengrund für den Aufkäufer Andreas Thomsen aus Münster

Der Egestorfer Pastor Wilhelm Bode war Zeitzeuge des Landschaftswandels in der Heide Ende des 19. Jahrhunderts. Er wollte zumindest einige markante, heidetypische Landschaftsbilder für die Nachwelt erhalten. In Anbetracht einer drohenden Zersiedlung plädierte er für den Erhalt der Heideflächen um das Dorf Wilsede mit seinen Besonderheiten des Wilseder Bergs und des Totengrunds. In dieser Zeit existierte noch kein gesetzlicher Naturschutz. Der Totengrund konnte nur erhalten werden, indem man die Fläche den Grundeigentümern abkaufte. Zum Ankauf war erhebliches Kapital notwendig, das der Heidepastor nicht aufbringen konnte. Da keine staatlichen Mittel zur Verfügung standen, konnte dies nur durch einen Geländeankauf in Privatinitiative erfolgen. Dazu suchte er einen kapitalkräftigen Sponsor, den er in dem Strafrechtslehrer und Universitätsprofessor Andreas Thomsen aus Münster fand. Mit Hilfe seiner Spende von 6000 Goldmark erwarb Bode nach über ein Jahr anhaltenden Verkaufsverhandlungen am 12. Juli 1906 das Gelände des Totengrunds. Zuvor hatten beide eine Vereinbarung getroffen, den Totengrund unverändert zu bewahren. Doch Eingriffe wurden später notwendig, da durch den Pflanzenaufwuchs die Heidelandschaft zu verschwinden drohte.
Bei dem Geländeankauf ging es nur um den nördlichen Bereich des Talkessels, der zu Wilsede gehörte. Die südliche Hälfte gehörte zu Sellhorn und war bereits von der Forstverwaltung mit Kiefern aufgeforstet worden. Auch diese Fläche wurde später erworben und die Bewaldung 1928 entfernt, so dass sich auf der Fläche wieder Heide ausbreitete.
Heute steht das Gelände des Totengrunds im Eigentum des 1909 gegründeten Vereins Naturschutzpark (VNP), der bei seinen Landerwerben rund um Wilsede um 1910 auch den Totengrund vom Erwerber Andreas Thomsen übernahm und noch heute pflegt.

### Keimzelle des Naturschutzgebietes

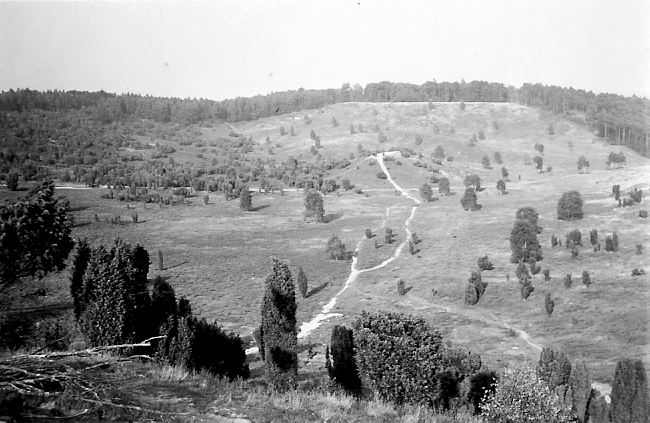
Der Totengrund 1960, noch mit Wanderweg im Talkessel

Der Ankauf des Totengrundes 1906 stellte noch nicht den Beginn der Unterschutzstellung des Kerngebietes der verbliebenen Heidelandschaft um Wilsede dar, sondern markiert einen erfolgreichen Anfang. In der Folge engagierte sich Bode dafür, den Wilseder Berg und Steingrund unter Schutz zu stellen. Seine Bemühungen bei staatlichen Stellen scheiterten zunächst. Er wandte sich an den 1909 gegründeten VNP, der 1910 den von Zersiedlung bedrohten Wilseder Berg für 100.000 Goldmark ankaufte. Später spielte eine vom preußischen Staat genehmigte Lotterie dem Verein 1,5 Millionen Mark ein. Mit dem Geld wurden bis 1913 fast 3000 ha Land um Wilsede angekauft. Erst nach dem Ersten Weltkrieg erfolgte im Jahre 1921 die staatliche Unterschutzstellung eines 21 km² großen Gebietes. Dieser Bereich befindet sich heute im Zentrum des Naturschutzgebietes Lüneburger Heide, das sich in späteren Jahren auf heute 234 km² ausdehnte.

### Kampf um die Heide und den Totengrund
In den 1920er Jahren kamen Angriffe gegen das neu entstandene Naturschutzgebiet von Personen aus der Region, die ihre Interessen durch den Naturschutz beeinträchtigt sahen. Sie wollten die Heide aufforsten lassen oder Landwirtschaft in ihr betreiben.
In dieser Zeit traten mit der Heidewacht und Mitgliedern des Vereins Naturschutzpark zwei Gruppen im Naturschutzgebiet auf. Die Heidewacht unter Führung eines Kaffeehändlers aus Hamburg maßte sich zum Schutz der Heide gegenüber Besuchern ordnungspolizeiliche Aufgaben an, zum Beispiel mit der Überwachung des Kraftfahrzeugverbots. Auch entwickelte sich zwischen beiden Gruppen ein Konflikt, dessen Streit am Totengrund entbrannte. Die Heidewacht hatte die Wanderwege am Rand des Totengrunds wegen der Erosion der Hänge durch die vielen Besucher verbarrikadiert. Zu einem Eklat kam es, als eine Wandergruppe des Vereins Naturschutzpark damit am Betreten gehindert wurde.
1929 entstand der erste Heidefilm mit dem Streifen Beim Honigbaum. Darin wird der Totengrund als düster-romantische Schönheit gezeigt. 1976 gab es eine internationale Ausschreibung des Vereins Naturschutzpark zur Gestaltung des Totengrundes, den zwei britische Landschaftsarchitekten gewannen. Bei der Umsetzung 1980 kam es zu Auseinandersetzungen, die der Verein als Unstimmigkeiten mit den Behörden bezeichnete.

### Aufstellung von Windkraftanlagen
2012 wurden Planungen bekannt, in 4,5 Kilometern Entfernung vom Totengrund zwischen Borstel in der Kuhle und Volkwardingen sieben bis zu 185 Meter hohe Windkraftanlagen aufzustellen, die vom Hauptaussichtspunkt am Totengrund und anderen Stellen im Naturschutzgebiet sichtbar wären. Der Verein Naturschutzpark fürchtet, dass eine Realisierung der Pläne die geplante Kandidatur des Naturschutzgebietes zum UNESCO-Welterbe gefährdet. Laut der örtlich zuständigen Gemeinde Bispingen sei das Raumordnungsverfahren zu den Windkraftanlagen bereits rechtskräftig und der Landkreis Heidekreis bearbeite die Errichtungsanträge seit Jahresanfang 2012. Der Verein Naturschutzpark kündigte an, seine Einwendungen gegen die Windenergieanlage durch eine Normenkontrolle weiter zu verfolgen.